# إدريسا سيك
إدريسا سيك هو سياسي سنغالي، ولد في 9 أغسطس 1959 في تييس ‏ في السنغال. نشط حزبياً في Rewmi ‏. وقد انتخب رئيس وزراء السنغال ‏ (4 نوفمبر 2002 – 21 أبريل 2004).